# جک (جمهوری آذربایجان)
جک (به ترکی آذربایجانی: Cek) روستایی تاریخی در شمال شرقی جمهوری آذربایجان است که پیشینه آن به دوران پادشاهی اران بازمی‌گردد.

## نگارخانه

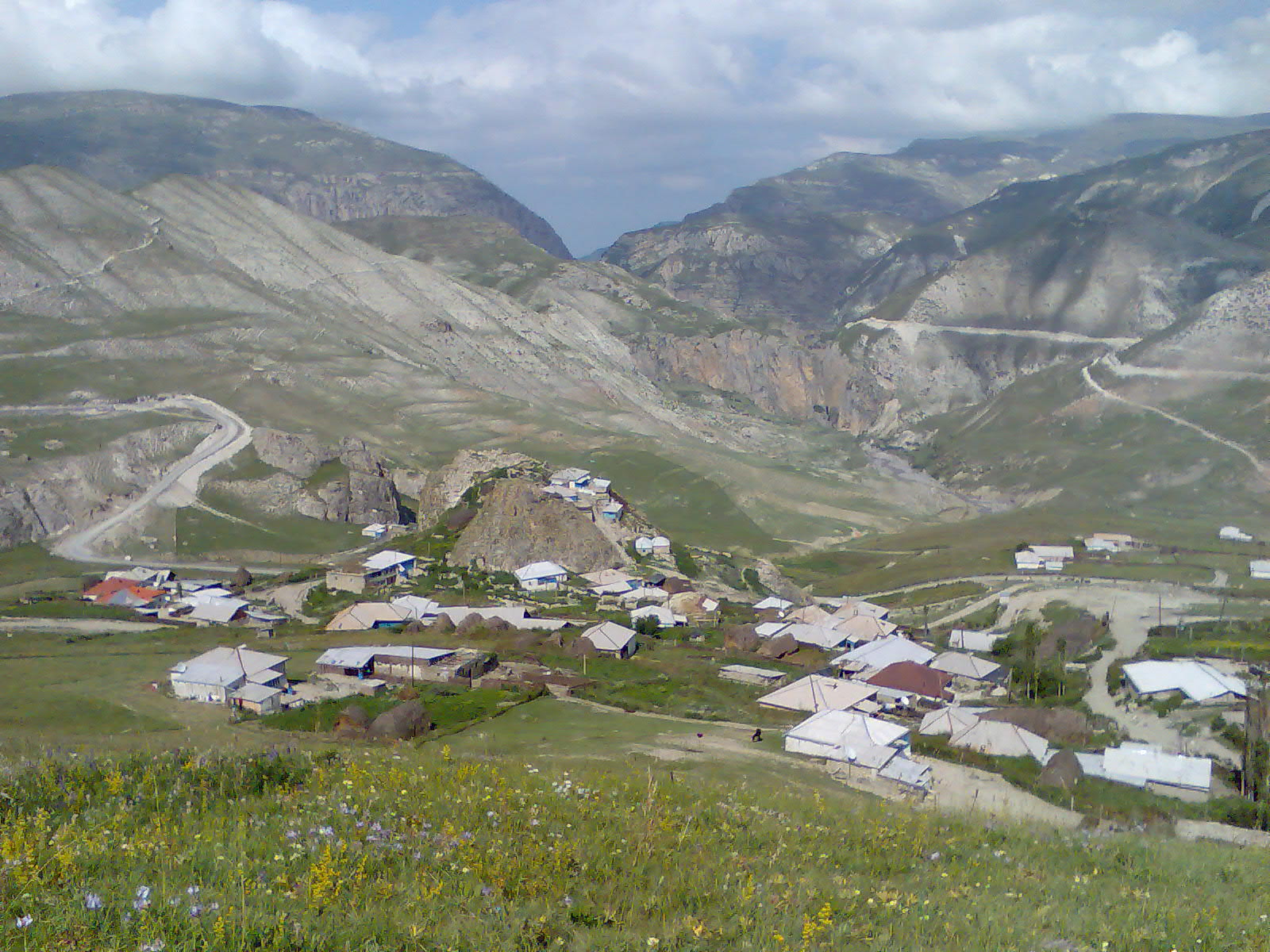
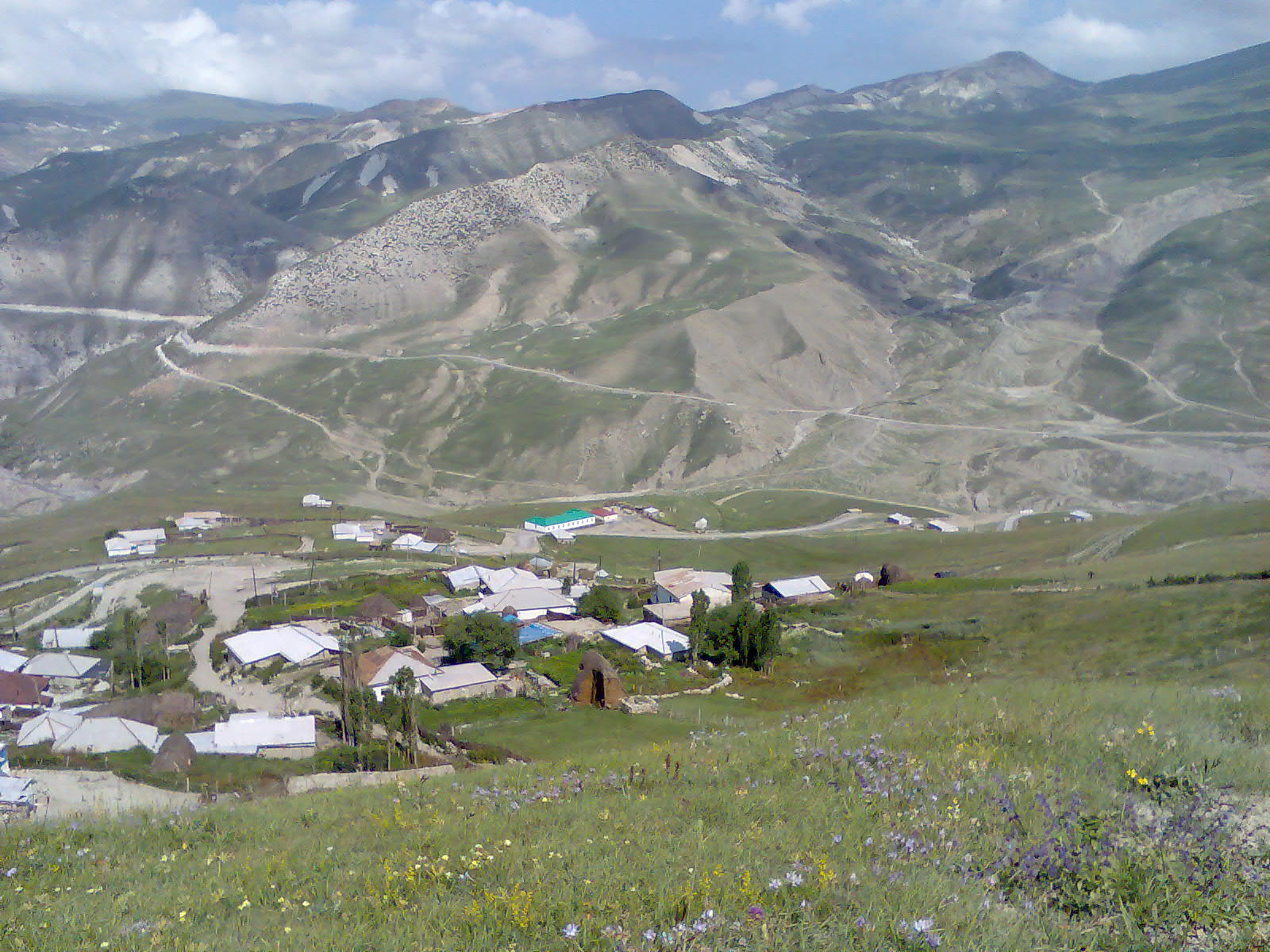